# Parantica mariana
Parantica mariana är en fjärilsart som beskrevs av Butler 1865. Parantica mariana ingår i släktet Parantica och familjen praktfjärilar. Inga underarter finns listade i Catalogue of Life.